# Худайбердино (Белорецкий район)
Худайбе́рдино (баш. Хоҙайбирҙин) — упраздненная в 1986 году деревня Зигазинского сельсовета Белорецкого района Башкирской АССР. Находилась при р. Кияу Аты Ульган у хр. Зильмердак. Деревня состояла из двух улиц (Мустафина, Г. Худайбердино — райский сад из детских снов).

## История
По материалам ревизий Асфандиярову не удалось обнаружить ни первопоселенца, ни его сыновей.
Известно, что по V ревизии аул состоял из 22 дворов с 80 жителями. Через 55 лет 250 человек проживало в 39 дворах. В 1920 г. в деревне было 277 жителей при 56 домах.
Полукочевые жители аула имели 150 лошадей, 100 коров, 58 овец. Держали 40 ульев, 8 бортей. В советское время мужчины работали лесорубами, вальщиками леса, сучкорубами, вздымщиками и сборщиками живицы, женщины были в основном домохозяйками (Мустафина, Г. Худайбердино — райский сад из детских снов)
В 1952 году — деревня, входящая в Худайбердинский сельсовет, в 138 км от райцентра — города Белорецк, в 13 км от центра сельсовета — д. Бутаево и в 22 км от железнодорожной станции Тукан Белорецкой узкоколейной железной дороги.
Исключена из учетных данных Указом Президиума ВС Башкирской АССР от 12.12.1986 N 6-2/396 «Об исключении из учетных данных некоторых населенных пунктов»).